# Thunder Up
Thunder Up — п'ятий студійний альбом, британського пост-панк-гурту, The Sound, останній альбом, гурту, був випущений в грудні 1987, року, на лейблі Pias Records. З альбому було випущено, два сингли «Hand of Love», «Iron Years». Гастролі на підтримку альбому, були зупинені, що спричинили, розпад гурту на початку 1988, року. Як попередні альбоми, гурту цей альбом не мав комерційного, успіху, але гурт вважав, його найкращим. Причиною, припинення гастролей, став нервовий зрив, вокаліста гурту Адріана Борланда.

## Історія
До 1987, року, гурт The Sound, пройшов серйозну, школу, через музичну індустрію, що дало їм змогу працювати з такими, лейблами, Korova Records, Pias Records, Statik, та інші, альбоми, які вони випустили на початку, своєї кар'єри, стали впливом серед пост-панк-музики, але не здобули комерційної успішності.

## Список композицій
- Acceleration Group—3:32
- Hand of Love—3:18
- Barria Alta—4:47
- Kinetic—5:15
- Iron Years—4:11
- Prove Me Wrong—2:28
- Shot Up and Shut Down—4:19
- Web of Wicked Ways—2:56
- I Give You Pain—5:05
- You've Got a Way—5:29